# Roy O'Donovan
Roy Simon O'Donovan (né le 10 août 1985 à Cork en république d'Irlande) est un footballeur irlandais. Il joue depuis 2010 en tant que milieu de terrain pour le club de Newcastle United Jets.
Il a été champion d'Irlande en 2005 avant de signer à Sunderland, club de Premiership. Prêté à quatre reprises en deux ans, entre 2008 et 2010, il s'établit à Coventry City, après avoir connu le plus haut niveau en Angleterre comme en Écosse.

## Biographie

### 2005-2007: le championnat irlandais
Formé à Coventry City, Roy O'Donovan y passe plusieurs saisons avant d'être laissé libre en décembre 2004. Il rejoint alors son Irlande natale et signe à Cork City début 2005. Cette année voit l'équipe remporter le titre de champion d'Irlande. O'Donovan reçoit le titre de meilleur joueur du championnat en novembre 2005, puis en novembre 2006.
Il participe à la Coupe UEFA 2005-2006 au cours de laquelle Cork City est éliminée au second tour préliminaire par le club suédois du Djurgårdens IF (1-1 sur l'ensemble des deux matchs). Au tour précédent, O'Donovan inscrit un des deux buts de la victoire sur le terrain de l'FK Ekranas Panevėžys.
La saison suivante, le club est engagé en coupe Intertoto et élimine le club islandais du Valur Reykjavik au premier tour (2-1 sur l'ensemble des deux matchs), mais est éliminé au deuxième tour par le Hammarby IF (Suède). Lors du dernier match à domicile, terminé sur le score de 1-1, O'Donovan est le buteur de son équipe.

### Sunderland: la découverte du championnat anglais
Alors que Roy O'Donovan, en fin de contrat à Cork City, est convoité par Fulham, le joueur international espoirs irlandais est sur le point d'y passer une visite médicale et d'y conclure un transfert d'un montant de 530 000 £, prévoyant un prêt initial de six mois à son ancien club, puis une arrivée en Premiership au mois de janvier suivant. Mais, à l'étonnement général, O'Donovan refuse la visite médicale alors que le club de Sunderland, dirigé par l'ancien international irlandais Roy Keane, annonce vouloir le recruter.
Dix jours plus tard, le 9 août 2007, il signe à Sunderland un contrat de trois ans, expliquant son changement d'avis soudain en déclarant sur le site Internet officiel de Sunderland : « J'avais un choix à faire entre Fulham et Sunderland mais, quand j'ai parlé avec le coach, mon choix était fait. » Le montant du transfert n'est pas révélé officiellement mais la presse parle d'une somme pouvant atteindre 1M £ en fonction du nombre de matchs joués, ce qui constitue un record pour le championnat d'Irlande.
O'Donovan joue son premier match sous les couleurs des Black Cats à l'occasion de la rencontre Birmingham-Sunderland, le 15 août 2007. Entré en jeu à la 70e en remplacement de Greg Halford, O'Donovan voit son équipe remonter de 1-0 à 1-1, avant de concéder le match nul 2-2. Durant la saison, il joue un total de 19 matchs, entamant la rencontre à 5 reprises.

### 2008-2010: quatre prêts en deux ans

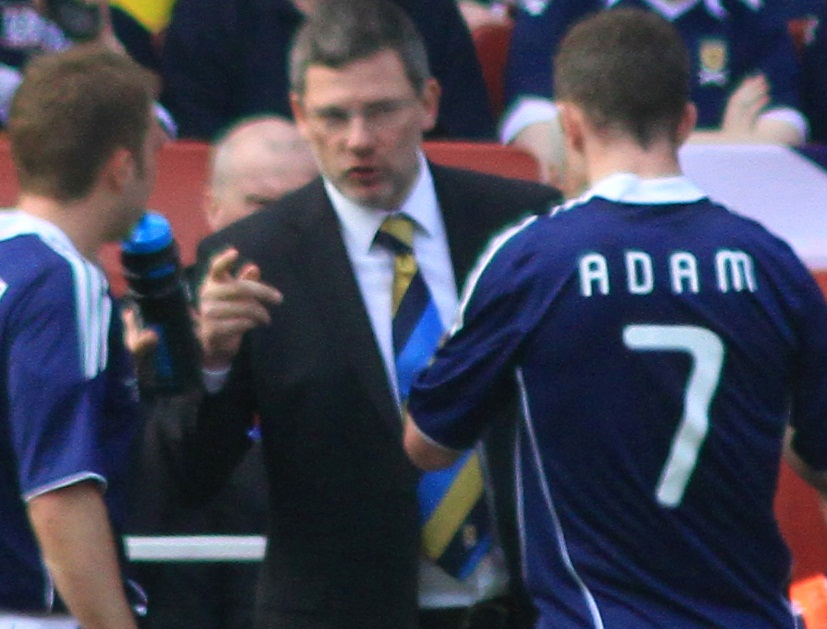
Craig Levein, entraîneur de O'Donovan à Dundee United.

Le 8 août 2008, O'Donovan est prêté au club de Scottish Premier League Dundee United, le contrat stipulant que le prêt court jusqu'à la fin de la saison. À l'occasion de la signature de celui-ci, l'entraîneur du club, Craig Levein, révèle qu'il avait l'intention de recruter O'Donovan lorsque celui-ci avait quitté Cork City l'année précédente. Il joue son premier match sur le sol écossais trois jours plus tard : lors du match Hamilton Academical-Dundee United (3-1), il joue les 68 premières minutes de la rencontre. Après 13 matchs joués pour un seul but inscrit, il est finalement rappelé par Sunderland en janvier en raison des nombreuses joueurs blessés. Pourtant, une semaine plus tard, Sunderland négocie un nouveau prêt, cette fois-ci à Blackpool, jusqu'à la fin de la saison.
À Blackpool, O'Donovan retrouve le championnat anglais, mais cette fois-ci en deuxième division. Il y fait ses débuts lors du match opposant Coventry City à Blackpool. Les locaux s'imposent 2-1 et O'Donovan joue l'intégralité de la rencontre. Sur les 12 matchs joués avec Blackpool entre janvier et mai, il ne parvient toutefois pas à inscrire le moindre but, même s'il est indisponible durant le mois de mars en raison d'une appendicite qui nécessite une opération.
Revenu à Sunderland après la saison, il passe le mois d'août et le début du mois de septembre sans jouer. C'est donc logiquement qu'un nouveau prêt est conclu et O'Donovan prend la direction de Southend United, club auquel il est prêté le 17 septembre 2009 pour un mois. Il est aligné le 19 septembre lors du déplacement à Brighton & Hove Albion, où Southend s'impose 2-3. O'Donovan joue les 74e premières minutes de la rencontre. Finalement, après 5 matchs joués pour un but inscrit, il retourne à Sunderland où il reste quatre mois sans jouer le moindre match.
O'Donovan doit attendre le mois de février 2010 pour rejouer. Le 23, il est prêté à Hartlepool United, club de League One comme Southend United. Le soir même, il joue 82 minutes contre Carlisle United et son club s'impose 4-1. À l'issue de la rencontre, il se dit enchanté de retrouver un rôle de titulaire dans une équipe de football. Quelques semaines plus tard, le 6 mars 2010, il inscrit ses trois premiers buts avec Hartlepool contre son ancien club, Southend. Finalement, lorsque arrive la fin de la saison, O'Donovan a joué 15 matchs pour Hartlepool et inscrit 9 buts.

### Coventry City: retour en Championship
Le 1er juillet 2010, le contrat de O'Donovan à Sunderland s'achève et le joueur est recruté par son club formateur, Coventry City, dont l'entraîneur, Aidy Boothroyd, se déclare persuadé de sa réussite en Championship, un championnat que O'Donovan avait découvert en signant un an et demi plus tôt à Blackpool. O'Donovan joue son premier match avec Coventry le 10 août 2010. Ce jour-là, dans le cadre de la coupe de la Ligue anglaise de football, les Sky Blues se déplacent à Morecambe et concèdent une défaite 2-0. Roy O'Donovan joue la totalité de la rencontre. Mais, blessé, il ne prend part qu'à quatre matchs durant la saison.
Lors des matchs de préparation de son équipe à l'orée de la saison 2011-2012, O'Donovan impressionne les observateurs en inscrivant trois buts en deux matchs, au point d'inciter l'ailier Gary McSheffrey a déclaré : « Il veut simplement oublier l'année dernière. Il est revenu avec une bonne attitude et semble affuté. C'est un bon problème pour l'entraîneur ». Andy Thorn, le nouvel entraîneur du club, lui accorde sa confiance, et O'Donovan devient un titulaire régulier dans l'équipe.
Janvier 2013 il rejoint Northampton Town.
Février 2014 il rejoint DPMM Brunei.

## Palmarès

### En club
Cork City
- Championnat d'Irlande de football
  - Champion : 2005

### Distinctions personnelles
Championnat d'Irlande de football
- Meilleur joueur : novembre 2005 et novembre 2006.

## Statistiques détaillées
| Saison      | Club              | Pays                    | Championnat        | Coupes nationales |
| ----------- | ----------------- | ----------------------- | ------------------ | ----------------- |
| 2007 - 2008 | Sunderland        | Premier League          | 17 matchs          | 2 matchs          |
| 2008 - 2009 | Dundee United     | Scottish Premier League | 11 matchs / 1 but  | 2 matchs          |
| 2008 - 2009 | Blackpool         | Championship            | 12 matchs          | -                 |
| 2009 - 2010 | Southend United   | League One              | 4 matchs           | 1 match           |
| 2009 - 2010 | Hartlepool United | League One              | 15 matchs / 9 buts | -                 |
| 2010 - 2011 | Coventry City     | Championship            | 2 matchs           | 2 matchs          |
| 2011 - 2012 | Coventry City     | Championship            | 11 matchs          | 1 match / 1 but   |

Dernière mise à jour le 26 octobre 2011